# John Heilemann

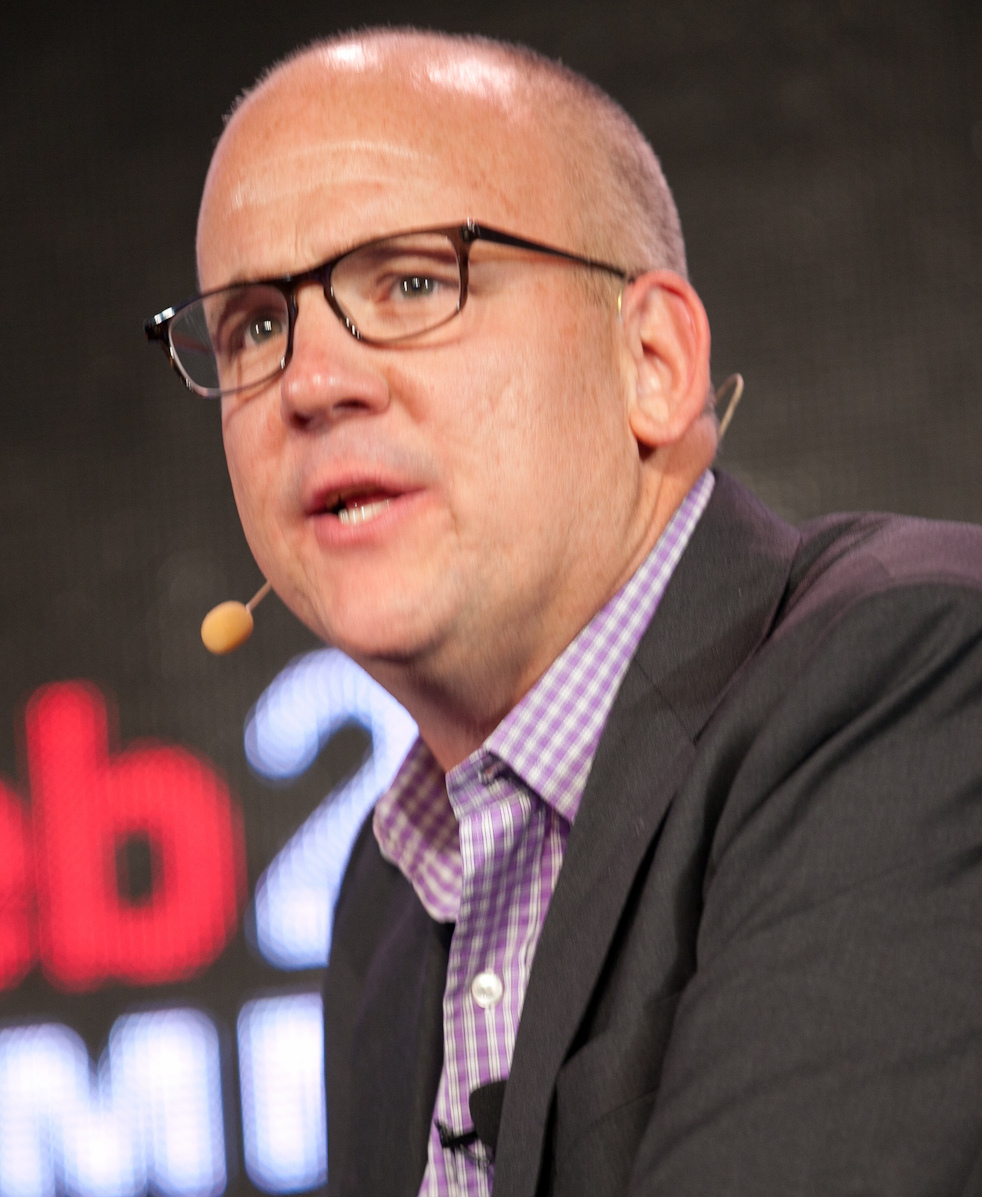
John Heilemann, 2011

John Arthur Heilemann (* 23. Januar 1966) ist ein US-amerikanischer Journalist des New York, für das er Artikel hauptsächlich über US-amerikanische Politik schreibt.

## Leben
Aufgewachsen in Canoga Park studierte Heilemann Journalismus und Politikwissenschaft an der Northwestern University. Nach seinem Bachelor-Abschluss absolvierte er die Kennedy School of Government der Harvard University mit einem Master of Public Policy. Während dieser Zeit bat ihn Barack Obama um eine Zigarette.
Zusammen mit Mark Halperin veröffentlichte er die Bestseller Double Down: Game Change 2012 und Game Change, Bücher, die sich den US-Präsidentschaftskampagnen der Jahre 2008 und 2012 widmen. Er war Mitarbeiter des The New Yorker, Wired und des The Economist.

## Schriften (Auswahl)
- Pride Before the Fall: The Trials of Bill Gates and the End of the Microsoft Era. Collins Business, 2001. ISBN 0-06-662117-8
- Mit Mark Halperin: Game Change: Obama and the Clintons, McCain and Palin, and the Race of a Lifetime Harper, 2010. ISBN 0-06-173363-6
- Mit Mark Halperin: Double Down: Game Change 2012. Penguin Press, 2013. ISBN 1-59420-440-3